# سیبولگا (شهر)
سیبولگا (به لاتین: Sibolga) یک منطقهٔ مسکونی در اندونزی است که در سوماترای شمالی واقع شده است. سیبولگا ۱۰٫۷۷ کیلومتر مربع مساحت و ۸۷٬۳۱۳ نفر جمعیت دارد.